# フィーバーユンソナ
フィーバーユンソナは、2005年7月にSANKYOが発売した、韓国アイドルのユンソナがハングルのメッセージを送ってくれるパチンコ機のシリーズ名。
CRフィーバーユンソナZFとCRフィーバーユンソナSFとCRフィーバーユンソナMF、CRフィーバーユンソナMF-TLとCRフィーバーユンソナRNの5機種がある。

## 概要
ドラム型のデジパチ。ユンソナが韓国語のメッセージを喋り、様々な場面で演出を盛り上げてくれる。本機は、新型の「ハリケーンドラム」を搭載している。ハリケーンドラムは3面体構造になっており、リーチアクション中に回転して立体アクションを行う。通常時は6リール（1st）で多彩な演出が発生し、ハリケーンドラムが手前に回れば上段にジュエルリール（2nd）が出現する。ジュエルリールの停止位置によっては、さらに手前に回りルーレット（3rd）が出現する。ジュエルリールは停止位置でスーパーリーチの発展先を示す役割をしており、다이아몬드（ダイヤモンド）が停止した場合は、ルーレットまでの発展が確定する。巨大ルーレット演出の「ダイヤモンドチャンス」まで発展したら高確率で大当たりとなる。
シリーズ機は、一発タイプの「SF」「ZF」、従来タイプの「MF」、連発タイプの「RN」、突然確変を搭載した「MF-TL」の5種類存在する。メインリールの6リール上にいずれかの7図柄が揃うか、ダブルラインでの大当たりの場合は確変に突入する。シングルラインで윤손하（ユンソナ）図柄のみが揃った場合は通常大当たりとなる。

## スペック
- CRフィーバーユンソナZF
  - 賞球数 3&5&10&15
  - 大当たり最高継続 15R（9カウント）
  - 大当たり確率 1/496.5
  - 確変中大当たり確率　1/49.6
  - 確変継続率　68%
  - 確変期間　次回大当たりまで/リミッターなし
  - 時短システム　全ての大当たり終了後　100回転
- CRフィーバーユンソナSF
  - 賞球数 3&5&10&15
  - 大当たり最高継続 15R（9カウント）
  - 大当たり確率 1/399.6
  - 確変中大当たり確率　1/40.0
  - 確変継続率　60%
  - 確変期間　次回大当たりまで/リミッターなし
  - 時短システム　全ての大当たり終了後　100回転
- CRフィーバーユンソナMF
  - 賞球数 3&5&10&15
  - 大当たり最高継続 15R（9カウント）
  - 大当たり確率 1/326.0
  - 確変中大当たり確率　1/32.6
  - 確変継続率　50%
  - 確変期間　次回大当たりまで/リミッターなし
  - 時短システム　全ての大当たり終了後　100回転
- CRフィーバーユンソナMF-TL
  - 賞球数 3&5&10&14
  - 大当たり最高継続 15R（9カウント）
  - 大当たり確率 1/299.3
  - 確変中大当たり確率　1/29.9
  - 確変継続率　58%（突然確変を含む）
  - 確変期間　次回大当たりまで/リミッターなし
  - 時短システム　全ての大当たり終了後　100回転
- CRフィーバーユンソナRN
  - 賞球数 3&5&10&15
  - 大当たり最高継続 7R（9カウント）
  - 大当たり確率 1/274.2
  - 確変中大当たり確率　1/27.4
  - 確変継続率　80%
  - 時短システム　なし

## 図柄
- メインリール
  - 赤7
  - 青7
  - 赤 윤손하（ユンソナ）
  - 青 윤손하（ユンソナ）
  - 찬스（チャンス）
- ジュエルリール
  - 찬스（チャンス）
  - 에메랄드（エメラルド）
  - 사파이어（サファイア）
  - 루비（ルビー）
  - 다이아몬드（ダイヤモンド）
  - 피버（フィーバー）
- ルーレット
  - 赤7 수퍼피버（スーパーフィーバー）
  - 青V 피버（フィーバー）

## 演出
予告アクション
主に韓国語のボイス予告と、ドラムの動きやバックライトで様々な演出を魅せてくれるドラム系予告がある。予告アクションは、複合するパターンもあり、複合すればするほど期待度も上がる。
- トルネードランプ

音声と共に右回りにランプが光る。ランプの色で期待度を示唆しており、4種類のパターンがある。　ランプの色が青の場合は、リーチ発生の可能性があることを示唆している。
ランプの色がピンクの場合は、リーチ確定となる。
ランプの色が赤と青の点滅を交互に繰り返すパターンは、スーパーリーチが確定する。
ランプの色が赤の場合は激熱である。

- ハングルボイス

リールが回り始めた直後に発生することがある。ハングルボイスで期待度を示唆する演出である。
- アンニョンハセヨ（こんにちは）
- ヒンネセヨ（頑張って）
- チャンスイムニダ（チャンスです）
- オテヨ、チャラントゥガヨ？（調子はどう？）
- コオッ、デバネセヨ（当たりますように）
- トゥゴウォジギシジャッケネヨ（アツくなってきた）
- チャー！イジェブトゥ シジャギダ！（さぁ、今から始まるぞ！）
- ヘンウニ イッキル パラムニダ（幸運がありますように）
- ユンソナイムニダ、チャルブタッケヨ（ユンソナです、よろしくね）
- 〜チャンス、ナデヘジュセヨ（〜チャンスです、期待してね）
- パロイゴヤ！（やったね！）

- リールフラッシュ

リールが停止するたびにバックライトの色がステップアップ方式で変化していく。
第一停止リールが黄色く光るのがステップ1、第二停止リールが青く光るのがステップ2、テンパイ時に赤く光るのがステップ3、赤く光った直後にさらにレインボーに光るのがステップ4である。
ステップ4まで発展したら大当たり信頼度が一気にアップし激熱となる。
- 逆回転

回転開始時に、通常は上から下へと回転するリールが逆に回る。6リールのどのリールが逆回転するかで期待度は異なる。
逆回転するリールは多いほどチャンスとなり、停止時には黄色に光る。
逆回転のパターンには、上下段の左リールが逆回転となるパターンや、上下段の中リールが逆回転となるパターン、左リール上段と中リール下段が逆回転となるパターンや、左リールと中リールの上下段の4箇所が逆回転となるパターンなどがある。
- スベリ

一旦ハズレで停止したリールがコマ送りで再始動する。テンパイすればチャンスだが、ガセパターンも多い。
- 大揺れ予告

テンパイ時にもドラムは小さく揺れるが、大揺れ予告では揺れ幅がもっと大きくなり、演出発生時には「チジンチャンスガワスムニダ！」と音声も流れる。
回転開始時にドラムが暴れ出したら激熱である。
- オールチャンス

黄色と緑色のチャンス図柄が6つ揃えばチャンス目成立となる。オールチャンスはロングリーチか突然確変のいずれかに発展する。
チャンス目成立後に図柄が再始動し、出目が揃っていればロングリーチに発展する。
出目が揃った状態ではなく、バラバラに回るパターンが出現した場合は、突然確変に突入する。
回転開始時、ドラム周りの飾りランプがピンク色に点滅し、大当たりサウンドのカラオケバージョンが流れるピンクモードも存在する。平均継続回転数は10回転前後で、リーチで始まりリーチで終わるという特徴があり、ピンクモード中は、チャンス図柄の出現率がアップする。ピンクモード突入時の1回転目に限り、オールチャンスに発展すれば、通常状態よりも大当たり信頼度は高くなっている。
リーチアクション
全てのリーチは6リールの状態から始まり、ここから様々なパターンに分岐して発展していく。最もベーシックな流れが、ノーマルリーチ後にジュエルリールが作動して各スーパーリーチへと発展するパターンである。他の発展パターンとして、チャンス図柄が6つ揃う「オールチャンス」の後、ロングリーチに発展し、さらにジュエルリールが作動するパターンや、リールが回り出した直後、いきなりジュエルリールが現れるパターンがある。いきなりジュエルリールが現れるパターンは、激熱演出への発展が約束される。
- ノーマルリーチ

スーパーリーチ発展前の基本形となるリーチアクション。
- ロングリーチ

バックランプが赤く点滅するロングリーチは、そのままでは期待薄だが、ジュエルリールが出現すればチャンスとなる。
シングルリーチよりもダブルリーチの方が期待度が高い。
- 紋章リーチ

ジュエルリールに宝石が停止しなかった場合に発展。2ndステージのノーマルリーチである。
- ダブルチャンスリーチ

紋章リーチのハズレから発展。6リールに戻った後に上下でダブルリーチとなる、見た目にも派手なアクションである。
- エメラルドリーチ

ジュエルリールにエメラルドが停止すると発展。リールが緑に染まって、高速回転後にビタ止まりのアクションを行う。
一旦ハズれた後にジュエルリールが再始動してサファイアなどに昇格することがある。
- サファイアリーチ

ジュエルリールにサファイアが停止すると発展。リールが青に染まって、スロー回転アクションを行う。
一旦ハズれた後にジュエルリールが再始動すれば、ルビーなどに発展する。
- ルビーリーチ

ジュエルリールにルビーが停止すると発展。リールが赤に染まって、左リールが逆回転した後、左右リールが超スロー回転アクションを行う。
一旦ハズれた後にルーレットが出現すれば、3rdステージへと発展する。
- レインボーチャンス

ノーマルリーチやロングリーチを経由せず、ジュエルリールがいきなり作動した時が発生のチャンスとなる。
リールが高速回転と即止まりを繰り返す。
- FEVERリーチ

発生タイミングはレインボーチャンスと同じで、リールが止まらずにそのまま回り続ければFEVERリーチとなる。
大当たり確定のプレミアムアクションである。
- ダイヤモンドチャンス

ジュエルリールにダイヤモンドが停止すると発展。ハリケーンドラムの最終系であるルーレットが出現し、コマ送り･高速回転･逆回転などの多彩な動きを見せながら、最終的に真上に停止した図柄で大当たりかハズレかが決定する。
真上に赤7が停止すれば確変大当たり、青Vが停止すれば通常大当たり、いずれの図柄も停止しなければハズレとなる。
高速回転&全消灯が発生した場合は確変大当たりが濃厚となる。
図柄が停止せずにハズれた場合でも、ジュエルリールに戻る際に6リール上で図柄が揃っていて大当たりとなる復活パターンもある。
突然確変
シリーズ機のMF-TLのみ突然確変を搭載している。チャンス図柄が6つ揃うオールチャンスが発生した時に、再始動したドラムの上下に確変図柄&通常図柄のハサミ目で停止した場合は突然確変に突入する。この突然確変に突入する停止出目は、上段リールが7･윤손하（ユンソナ）･7が揃い下段に윤손하（ユンソナ）･7･윤손하（ユンソナ）が揃うパターンと、上段リールが윤손하（ユンソナ）･7･윤손하（ユンソナ）が揃い下段に7･윤손하（ユンソナ）･7が揃うパターンの2種類の停止パターンがある。この2種類の停止パターンのいずれかの出目が出現した時点で2ラウンド確変が確定する。2ラウンド確変に当選すると、ドラムが一旦消灯した後に、赤く染まると同時にアタッカーが1.0秒×2回開放される。
セブンチャンス
通常図柄が揃った後は、「セブンチャンス」と呼ばれる昇格アクションが必ず発生する。図柄が揃った状態で6リールに戻ってドラムが上下に回転する。最終的に7揃いに変化するか、2ラインに図柄が揃った形で停止すれば確変昇格となる。セブンチャンス発生時に流れる「チルボンヌロ マザラ！」は、「7になって揃え！」という意味である。
|                    | 通常時    | 確変&時短中 |
| ------------------ | --------- | ----------- |
| 小当たり確率       | 1/50.2    | 1/1.004     |
| 小デジタル回転時間 | 10.0秒    | 1.5秒       |
| 電チュー開放時間   | 0.2秒 1回 | 1.1秒 3回   |

- 止め打ちの手順

1. 電チューが開く瞬間に3個打ち出し　→　打ち出しを停止　→　電チューが開く瞬間に3個打ち出し（以後繰り返し）
2. 電チューが閉じる瞬間に2個打ち出し　→　打ち出しを停止　→　電チューが閉じる瞬間に2個打ち出し（以後繰り返し）

確変中や時短中は、いずれかの簡単な止め打ち手順を行うだけで、無駄玉の消費を抑えることが可能となる。3回開きの電チューは、開放間のブランクが約2秒と長いので、小刻みな止め打ちが有効である。